# Moïse Koré
Moïse Loussouko Koré, plus connu sous le surnom de pasteur Koré (né en 1956 à Gagnoa en Côte d'Ivoire - ) est un pasteur chrétien évangélique pentecôtiste ivoirien et a été pasteur du président Laurent Gbagbo. 

## Biographie
Il est né en 1956 à Gagnoa dans une famille bété. Il fut basketteur durant les années 1970-1980, et fut même sélectionné avec l'équipe nationale. Il fit notamment partie de la première sélection ivoirienne à gagner le Championnat d'Afrique de basket-ball 1981, à Mogadiscio. Même s’il n'était pas dans le cinq titulaire, Moise Koré tirait fort bien son épingle du jeu.
Après avoir été ordonné pasteur par l'Église Foursquare, il a fondé l'Église pentecôtiste Shekinah Glory Ministries en 1998, qui revendiquait 3 000 membres en 2008, parmi lesquels l'ancien président ivoirien, Laurent Gbagbo et son épouse Simone. Il a ainsi été proche du président, sans avoir de titre officiel. 
Il occupe entre 2005 et 2011, le poste de président de la Fédération ivoirienne de basket-ball (FIBB).